# Militia Templi
Militia Templi neboli Řád chudých rytířů Krista (latinsky Christi pauperum Militum Ordo) je laická asociace římskokatolické církve. Jak již samotné názvy napovídají, smyslem asociace je navázat na středověký Řád templářů, který zanikl na začátku 14. století. Založil ji italský hrabě Marcello Alberto Cristofani della Magione, který je i nynějším velmistrem řádu. Řád spadá pod římskokatolickou arcidiecézi v Sieně-Colle di Val d'Elsa-Montalcino. Řád se řídí podle moderní adaptace pravidel sv. Bernarda z Clairvaux, které byly původně určeny pro Řád templářů a jedná se o samozvaný rytířský řád.

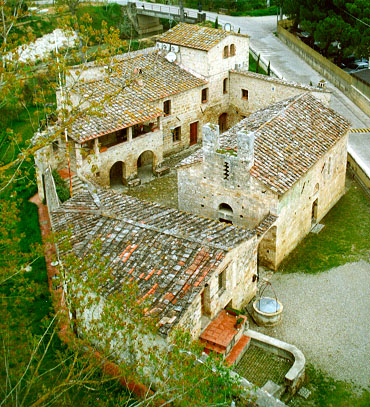
Castello della Magione